# Китайцы в Лаосе
Китайцы в Лаосе — группа ханьцев, постоянно проживающих в Лаосе. В настоящее время лица китайского происхождения составляют до 2 % населения страны (185 000 человек). Лаосские китайцы проживают в основном в столице страны Вьентьяне, а также Пхонсаване, Луангпхабанге и Паксе.
Китайцы Лаоса говорят на кантонском, чаошаньском диалектах, а также юго-западных диалектах китайского языка, распространенных в провинциях Юньнань и Сычуань. Преобладающей религией является буддизм.
Большинство лаосских китайцев является потомками переселенцев из южнокитайских провинций Юньнань, Гуандун, Гуанси, Сычуань и Гуйчжоу, мигрировавших в Лаос начиная с XIX века. Кроме того, в Лаосе осталось до нескольких тысяч китайских мигрантов, участвовавших в строительстве объектов для проходивших в 2009 году во Вьетьяне Юго-восточноазиатских игр. В 1970—1980 гг. в результате прихода к власти Патет Лао часть китайского населения эмигрировала в Таиланд и другие страны.
В США существует значительная (около 35 000 человек) диаспора лаосских китайцев и лиц смешанного лаосско-китайского происхождения.